# Erwin García
Erwin García (ur. 13 września 1949) – nikaraguański judoka. Olimpijczyk z Monachium 1972, gdzie zajął osiemnaste miejsce w wadze półśredniej.
Uczestnik mistrzostw świata w 1973 roku.

## Letnie Igrzyska Olimpijskie 1972
| Konkurencja | Eliminacje               | Klas. końcowa |
| Konkurencja | Przeciwnik I             | Miejsce       |
| ----------- | ------------------------ | ------------- |
| 70 kg       | Antoni Zajkowski (POL) P | 18.           |